# Массовое убийство в Румбуле

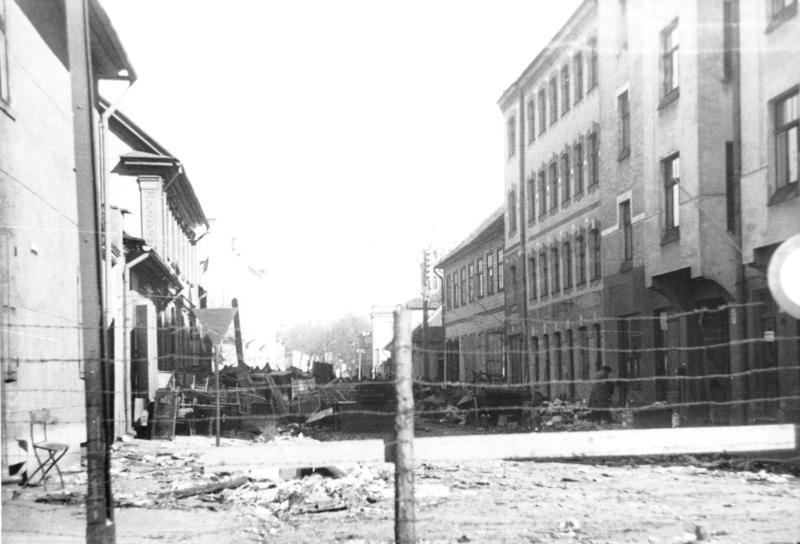
Рижское гетто. Фото 1942 года

Ма́ссовое уби́йство в Ру́мбуле — расстрел более 25 тысяч евреев в Румбульском лесу вблизи Риги в Латвии 30 ноября и 8 декабря 1941 года. За два дня айнзацгруппой «А» с помощью местных коллаборационистов из команды Арайса и латышских националистов было убито около 28 тысяч латвийских евреев из рижского гетто и одной тысячи евреев, привезённых накануне поездом из Германии. Операцией руководил обергруппенфюрер СС и генерал полиции Фридрих Еккельн. Согласно показаниям ряда свидетелей, в акции участвовал латвийский лётчик, член команды Арайса Герберт Цукурс.
В Румбульском лесу в пригороде Риги советские военнопленные вырыли три огромных рва (затем все военнопленные были убиты). 29 ноября 1941 года команда Арайса пригнала евреев из Рижского гетто на окраину города, где ночью они были расстреляны. При этом сотни людей были убиты в самом гетто. После этого расстрела в рижской газете «Тевия» 1 декабря 1941 года выступил журналист Янис Мартинсонс со статьёй «Борьба против жидовства», отметив: «Наконец, пришло время, когда почти все нации Европы научились распознавать своего общего врага — жида. Почти все народы Европы начали войну против этого врага, как на полях сражений, так и в деле внутреннего строительства. И для нас, латышей, пришел этот миг…»
Для удобства был применён способ, который Еккельн называл «упаковка сардин». Евреев заставляли раздеваться и ложиться в яму лицом вниз сверху на уже убитых, после чего их расстреливали в затылок.
Как показал один из свидетелей: «На расстрел гоняли женщин с детьми, детей было очень много, у иных матерей было 2-3 ребёнка. Много детей шли в колоннах под усиленной охраной полиции. Примерно к концу декабря месяца 1941 года, утром, около 8 часов, немецкие фашисты гнали на истребление 3 большие партии детей школьного возраста. В каждой партии было не менее 200 детей. Дети страшно плакали, звали своих матерей, вопили о помощи. Все эти дети были истреблены в Румбульском лесу. Детей не стреляли, а убивали ударами автоматов и рукоятками пистолетов по голове и сваливали прямо в яму. Когда закапывали в могилу, то ещё не все были мертвы, и колыхалась земля от тел закопанных детей, женщин, стариков». Среди убитых был еврейский историк Семён Дубнов.
В 2002 году на месте массовых захоронений сооружён мемориальный комплекс.
Автор проекта — архитектор, инженер Сергей Рыж (1947 г. р.), выпускник Уральского государственного архитектурно-художественного университета — УрГАХУ.